# S-8
S-8 – radziecki niekierowany pocisk typu powietrze-ziemia kal. 80 mm.

## Historia
Od lat 50 XX w. Związek Radziecki używał niekierowanych pocisków rakietowych typu S-5. W związku z rozwojem technologii obrony przeciwlotniczej oraz obrony biernej pojazdów lądowych, Rada Ministrów ZSRR wraz z KC KPZR zadecydowała o potrzebie zaprojektowania nowych rakiet powietrze-ziemia. Opracowanie nowego typu uzbrojenia powierzono biuru projektowemu OKB-16 z Moskwy. Inżynierowie zadecydowali o zwiększeniu kalibru w stosunku do S-5, co spowodowało kilkukrotne zwiększenie masy, ale także sprawiło, że ładunek bojowy nowej rakiety był czterokrotnie silniejszy. Wstępne testy przeprowadzono w 1969, a państwowe dwa lata później.
S-8 został zaprojektowany do używania go zarówno przez samoloty (które przenosiły pociski w zasobniku B-8M1 o masie 160 kg) i śmigłowce (w walcowych zasobnikach B-8W20 ważące 123 kg). Sprawiło to, że liczba rakiet jakie można było przenieść zmniejszyła się w stosunku do S-5, jednak nie wpłynęło to na zdolność bojową, bowiem szacuje się, że S-8 były pięciokrotnie skuteczniejsze niż jego poprzednik.
W późniejszym czasie rozwojem pocisków zajął się Instytut Fizyki Stosowanej z Nowosybirska.

## Dane taktyczno-techniczne
Dane (oprócz prędkości) dla S-8KO
- Kaliber: 80 mm
- Masa: 3,6 kg (głowicy bojowej), 11,65 kg (całkowita)
- Długość: 1445 mm
- Zasięg: 2 km
- Przebijalność: 400 mm
- Prędkość: 610 m/s (S-8KOM)[2][3]

## Użycie
Pociski S-8 były używane przez armie państw Układu Warszawskiego do podwieszenia ich do samolotów SM-92, Su-17, Su-24, Su-34, Su-25, Su-27, Su-35, MiG-23 i MiG-27. Śmigłowce zdolne do ich użytkowania to: Mi-8, Mi-24, Mi-35M, Mi-28, Ka-50, Ka-52 i Ka-60. Rosyjska armia używała ich w trakcie walk w Czeczenii. Istnieją doniesienia o Czeczenach, którzy wynosili z rozbitych śmigłowców rakiety S-5 i S-8 i tworzyli z nich amunicję do swoich wyrzutni.
Polskie Siły Powietrzne korzystały z nich na myśliwcach MiG-29 i bombowcach Su-20 i Su-22.

## Modyfikacje
Konstruktorzy z Nowosybirska stworzyli ponad 20 różnych modyfikacji pocisków.
- S-8OF – odłamkowo-burzące,
- S-8A – odłamkowo-kumulacyjne. Posiada silnik na paliwo stale i statecznik, którego brzechwy otwierają się po wyjściu pocisku z wyrzutni. Uzbrojony jest w piezoelektryczne urządzenie zapalnikowe o działaniu błyskawicznym,
- S-80M oraz S-80M1 – wersja rozwojowa pocisków S-8A. Potrafi przebić pancerz o grubości do 400 mm. Ponadto może być uzbrojony urządzeniem zapalnikowym posiadającym urządzenie bezwładnościowe, zwiększające niezawodność zadziałania urządzenia zapalnikowego przy małych kątach uderzenia pocisku w przeszkodę. Konstrukcja ładunku bojowego pocisku S-8A i S-8M zapewnia jego wymuszoną fragmentację. Niekiedy pociski te noszą wspólną nazwę S-8KO,
- S-8B oraz S-8BM – pociski penetrujące posiadające podkalibrową część bojową kal. 68 mm, której ładunek bojowy przewidziany jest na działanie przenikające konstrukcje betonowe i żelazo-betonowe,
- S-8T – przeciwpancerne z głowicą tandemową,
- S-8D – paliwowo-powietrzne. Przeznaczone do niszczenia siły żywej i celów nieumocnionych,
- S-8AS – wypełniony igłami,
- S-8P – przeciwradiolokacyjne. Posiadają dipole zakłócające wyrzucane na torze lotu wg założonego programu,
- S-8SE – wypełnione foliowymi paskami,
- S-8O oraz S-8OM – oświetlające[3].